# Soyans
Soyans é uma comuna francesa na região administrativa de Auvérnia-Ródano-Alpes, no departamento de Drôme. Estende-se por uma área de 25,64 km². Em 2010 a comuna tinha 397 habitantes (densidade: 15,5 hab./km²).